# Gentiana × marceli-jouseaui
Gentiana marceli-jouseaui là một loài thực vật có hoa trong họ Long đởm. Loài này được Halda mô tả khoa học đầu tiên năm 2000.